# Тоётоми Хидэцугу
Тоётоми Хидэцугу (豊臣秀次?, 1568 — 15 июня 1595) — японский даймё периода Сэнгоку, племянник и вассал Тоётоми Хидэёси.

## Биография
Сын старшей сестры Тоётоми Хидэёси, был принят в клан Миёси и получил имя Миёси Нобуёси. Позднее в честь своего знаменитого дяди получил новое имя — Хасиба Хидэцугу.
В 1582 году Тоётоми Хидэёси пожаловал своему племяннику во владение домен в провинции Оми с доходом 400 000 коку риса. Его резиденцией стал замок Омихатиман. Тоётоми Хидэцугу хорошо послужил своему дяде в битвах при Нагакутэ (1584), Нэгородзи (1585), на Сикоку (1585) и во время осады Одавара (1590).
В 1590 году Тоётоми Хидэцугу был назначен управляющим замка Киёси в провинции Овари, который раньше принадлежал Оде Нобукацу. В следующем 1591 году Тоётоми Хидэёси, лишившись малолетнего сына-наследника Цурумацу, усыновил Тоётоми Хидэцугу и передал ему должность кампаку. Тоётоми Хидэцугу прибыл в Киото и поселился в резиденции, построенной его дядей. Хидэёси официально объявил Хидэцугу своим преемником. Однако когда Тоётоми Хидэцугу отказался участвовать в войне в Корее, их отношения с дядей оказались натянутыми. Тоётоми Хидэёси руководил военными действиями в Корее, а его племянник — внутренними делами государства.
В 1593 году у Тоётоми Хидэёси от наложницы родился сын Хидэёри, и отношения между Хидэцугу и Хидэёси окончательно ухудшились.
В 1595 году Тоётоми Хидэцугу был обвинен дядей в подготовке государственного переворота и по его приказу совершил ритуальное самоубийство (сэппуку) на горе Коя-сан. Вскоре по распоряжению Тоётоми Хидэёси были убиты его жена, дети и наложницы.